# Arpavon
Arpavon este o comună în departamentul Drôme din sud-estul Franței. În 2009 avea o populație de 76 de locuitori.

## Evoluția populației
| An        | 1975 | 1982 | 1990 | 1999 | 2006 | 2009 |
| --------- | ---- | ---- | ---- | ---- | ---- | ---- |
| Populație | 43   | 32   | 44   | 61   | 70   | 76   |